# Trident de Posidó

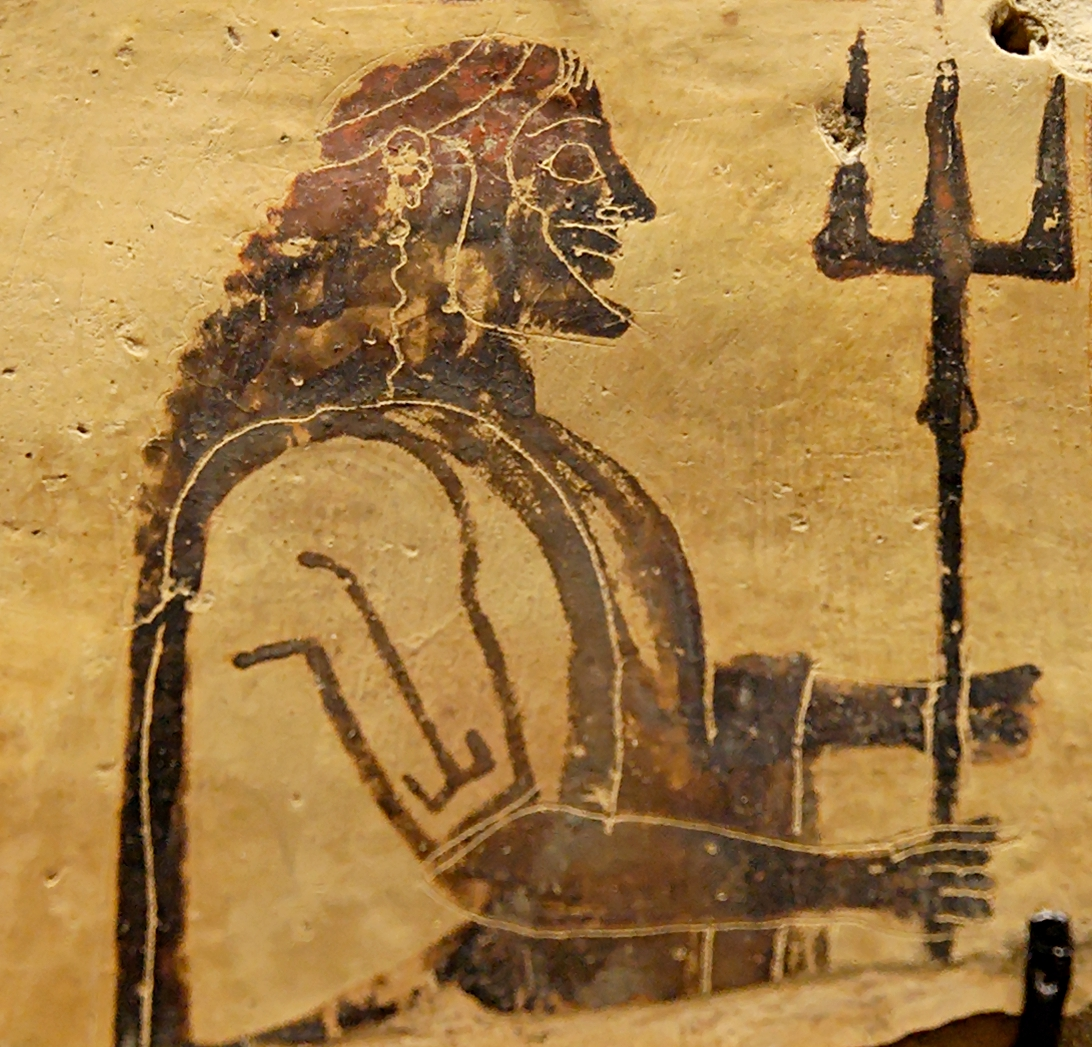
Posidó amb el seu trident, placa de Corint, 550–525 BC

El trident de Posidó i el seu equivalent romà, Neptú, ha estat l'atribut diví tradicional que apareix en moltes representacions antigues. En l'explicació d'Hesiod, el trident de Posidó va ser creat per tres Ciclops. No obstant i això, segons Robert Graves, tant el trident de Posidó com el llamp de Zeus eren originalment un labris sagrat, que més tard es distingien entre si, quan Posidó esdevingué déu del mar, mentre que Zeus va reclamar el dret al llamp. En un altre punt de vista compartit per Friedrich Wieseler i, E.M.W. Tillyard i altres investigadors, el trident de Posidó és una llança per pescar, típica dels grecs que habitaven les costes. En aquell sentit s'assembla a la bifurcació de la punta de fletxa, utilitzada pels pescadors mediterranis per agafar anguiles. Posidó, es va adorar especialment als pobles costaners, on el peix constituía una mercaderia fonamental del seu comerç. Segons la proposta contrària de H. B. Walters, el trident de Posidó derivaria del ceptre de lotus, amb Posidó representant a Zeus en el seu aspecte marí.

## Mites
En els mites grecs, Posidó branda el seu trident en un bon nombre d'ocasions. Durant la competició amb Atena sobre la possessió de l'Àtica, Posidó colpeja l'Acròpoli amb el trident per produir un pou d'aigua de mar. En un mite similar, Posidó dona cops a la terra amb trident per crear el cavall que serveixi a la humanitat, mentre que la seva rival Atena origina l'arbre de l'olivera. Les monedes més antigues de Paestum del segle vi aC descriuen un trident brandat per Posidó en la seva mà dreta, similar al llamp de Zeus. En una ceràmica àtica vermella de c. 475 aC es descriu Posidó matant el Gegant Polibotes amb el seu trident. En un altre mite, Posidó crea una primavera o primaveres amb la força del seu trident per premiar Amimone pel l'encontre amb ell. En una versió d'un altre mite, Posidó brandeix el seu trident per espantar un sàtir que prova de violar Amimone després d'haver-la fet caure amb una llança de caça. També hi ha un mite on Posidó toca l'illa de Delos amb el seu trident, fixant-lo fermament al fons del mar. Un altre exposa com Posidó, enfurismat per la conducta sacrílega d'Ajax el Petit, separa amb el seu trident la roca a la qual Ajax s'aferrava. Mentre visitava Atenes, el geògraf Pausanias va mostrar a l'Erectèon la suposada empremta del trident de Posidó en una roca i, el mar que s'hi acostava, escriu, va produir el so de les ones quan bufa el vent del sud.

## Simbolisme

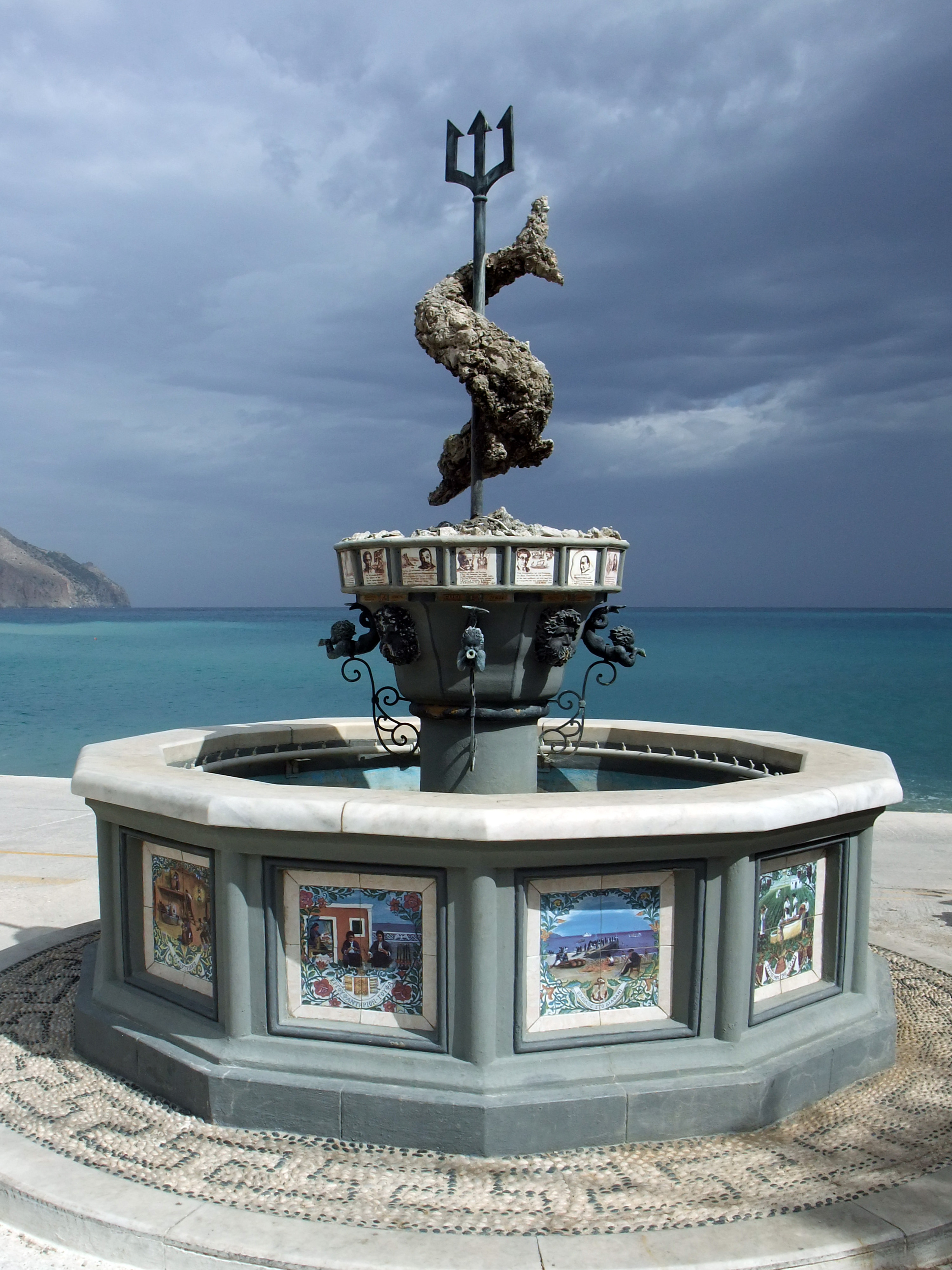
Font de Neptú a Diafani, illa de Kàrpathos

El trident de Neptú va ser copsat per l'erudit romà Servi Maure Honorat amb un instrument de tres puntes perquè "el mar és diu que és una tercera part del món, o perquè hi ha tres classes d'aigua: mars, corrents i rius". Segons el mítògraf vaticà, el trident de Neptú simbolitzaria les tres propietats d'aigua: liquiditat, fecunditat i potabilització.

## Pel·lícules

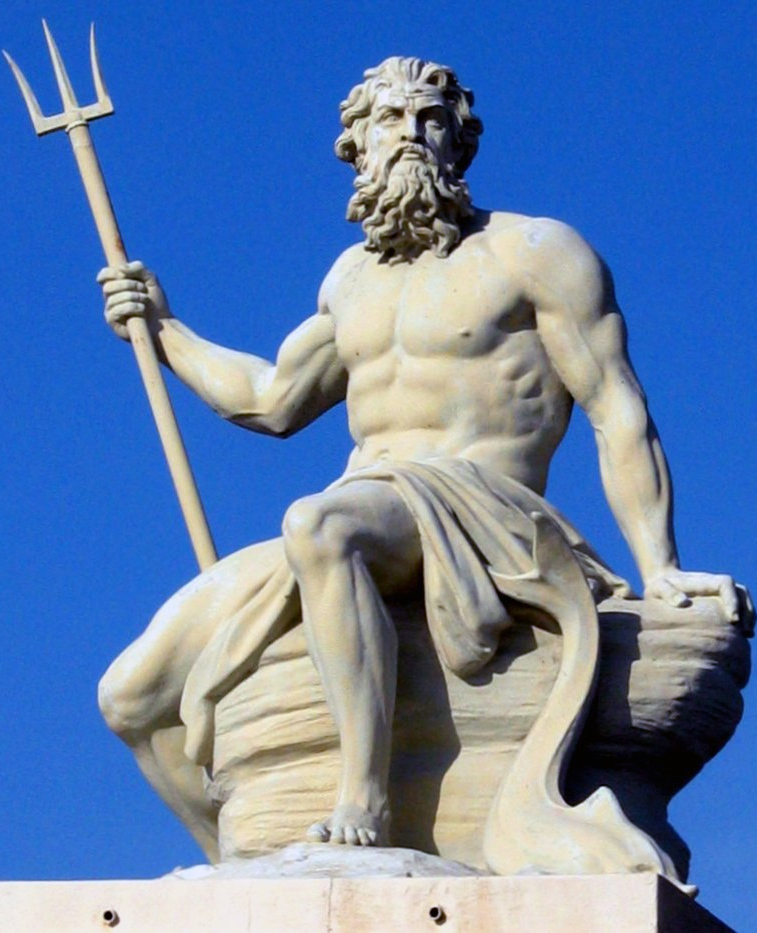
Escultura de Posidó al Port de Copenhaguen

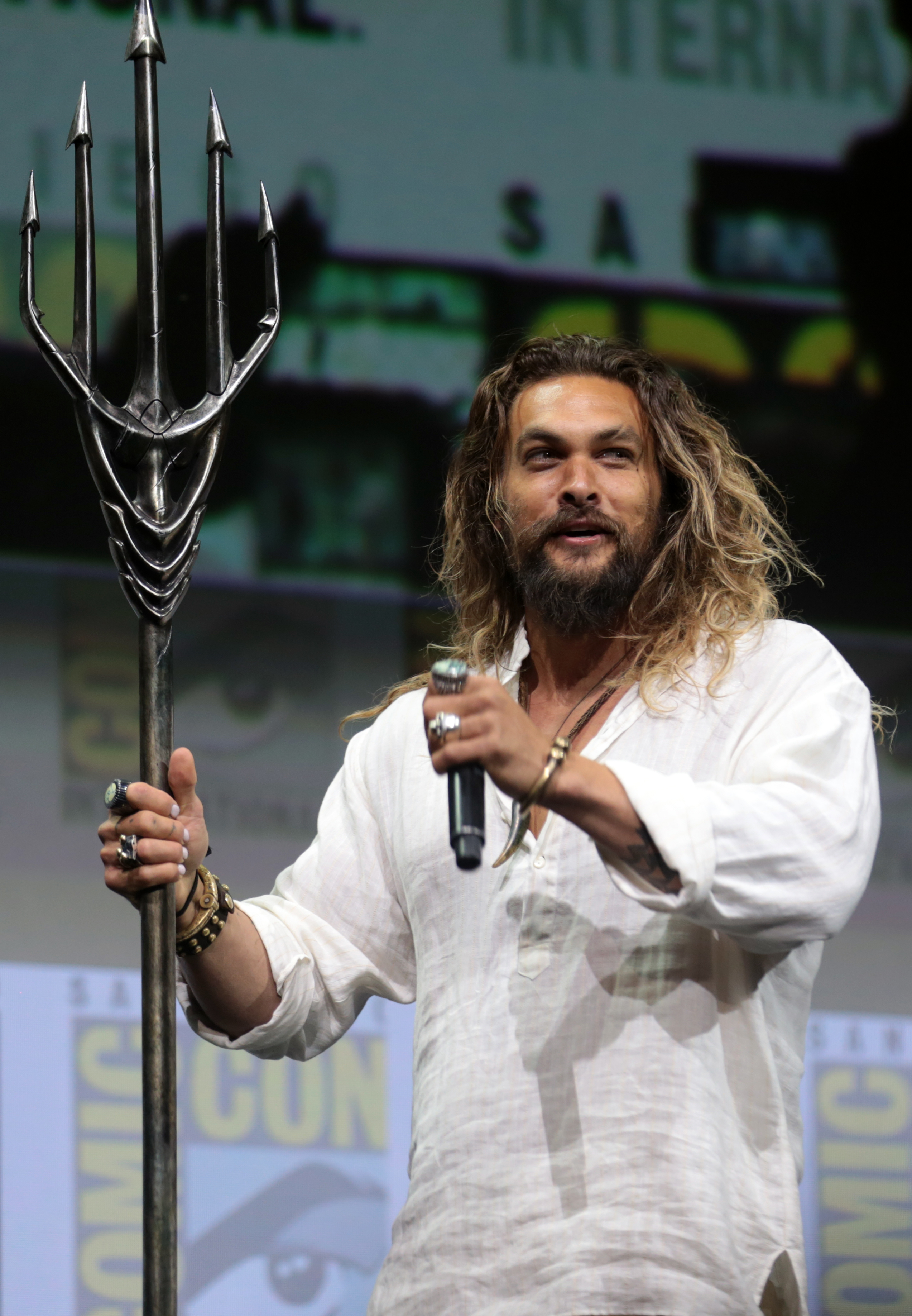
Jason Momoa, protagoista d'Aquaman, amb un trident a la Convenció Internacional de Còmics de San Diego del 2017